# Blek fjunfoting
Blek fjunfoting (Hydropus subalpinus) är en svampart som först beskrevs av Franz Xaver von Höhnel, och fick sitt nu gällande vetenskapliga namn av Rolf Singer 1962. Enligt Catalogue of Life ingår Blek fjunfoting i släktet Hydropus,  och familjen Marasmiaceae, men enligt Dyntaxa är tillhörigheten istället släktet Hydropus,  och familjen Porotheleaceae. Arten är reproducerande i Sverige. Inga underarter finns listade i Catalogue of Life.